# Accademia dei Pellegrini
Col nome di Accademia dei Pellegrini sono note diverse accademie letterarie sorte in diverse parti d'Italia, e segnatamente a Venezia (fondata nella metà del XVI secolo), Roma (fondata nel 1694), Trani (fondata nella metà del XVII secolo), Parma (notizie metà XVI secolo).

## L'Accademia dei Pellegrini di Venezia
Anche conosciuta come Accademia dei Peregrini e Academia Peregrina, fu fondata verso la metà del XVI secolo (forse proprio nel 1550 o nel 1553) e aveva lo scopo di sostenere i letterati indigenti. In alcuni periodi dell'anno gli affiliati si riunivano anche presso i giardini di Murano per tenere i loro incontri. Tra i fondatori vi fu Anton Francesco Doni e tra gli affiliati Enea Vico e Francesco Marcolini.

## L'Accademia dei Pellegrini di Roma
Fu fondata nel 1694 da appartenenti all'Accademia degli Infecondi.

## L'Accademia dei Pellegrini di Trani
Fondata a metà del XVII secolo, a questo sodalizio si deve la nascita del primo teatro di Trani nel 1722.